# Alexander Edmondson
Alexander Edmondson (Miri, 22 december 1993) is een Australisch baan- en wegwielrenner die sinds 2023 rijdt voor Team dsm-firmenich PostNL. Hij is de jongere broer van wielrenster Annette Edmondson.

## Baanwielrennen

### Palmares
| Jaar     | NK                                                       | CK                                 | WK                                   | Overig                                  |
| Junioren | Junioren                                                 | Junioren                           | Junioren                             | Junioren                                |
| -------- | -------------------------------------------------------- | ---------------------------------- | ------------------------------------ | --------------------------------------- |
| 2010     |                                                          | Ploegachtervolging · Omnium        |                                      |                                         |
| 2011     |                                                          | Achtervolging · Ploegachtervolging | Ploegachtervolging                   |                                         |
| Elite    |                                                          |                                    |                                      |                                         |
| 2010     |                                                          | Ploegkoers                         |                                      |                                         |
| 2011     | Ploegachtervolging · Ploegkoers                          | Ploegkoers                         |                                      | WB Astana: Ploegkoers                   |
| 2012     | Ploegenachtervolging                                     |                                    |                                      | WB Londen: Ploegenachtervolging         |
| 2013     | Omnium · Ploegenachtervolging · Ploegkoers Achtervolging |                                    | Ploegenachtervolging                 | WB Aguascalientes: Ploegenachtervolging |
| 2014     | Achtervolging · Ploegenachtervolging                     |                                    | Ploegenachtervolging · Achtervolging | Gemenebestspelen: Ploegenachtervolging  |
| 2015     | Ploegachtervolging                                       |                                    | Ploegenachtervolging                 | WB Cambridge: Ploegenachtervolging      |
| 2016     | Ploegachtervolging · Puntenkoers · Scratch               |                                    |                                      |                                         |

## Wegwielrennen

### Overwinningen
2015
Ronde van Vlaanderen, Beloften
2018
 Australisch kampioen op de weg, Elite
2019
Puntenklassement Ronde van Kroatië

### Resultaten in voornaamste wedstrijden
| Jaar | Ronde van Italië | Ronde van Frankrijk | Ronde van Spanje |
| ---- | ---------------- | ------------------- | ---------------- |
| 2017 | opgave           |                     |                  |
| 2018 |                  |                     | 155e             |
| 2019 |                  |                     |                  |
| 2020 |                  |                     | 135e             |
| 2021 |                  |                     |                  |
| 2022 |                  |                     |                  |
| 2023 |                  | 146e                |                  |
| 2024 |                  |                     |                  |
| 2025 | 148e             |                     |                  |

| Jaar | Milaan-San Remo | Gent-Wevelgem | Ronde van Vlaanderen | Parijs-Roubaix | Waalse Pijl |  | WK op de weg |  | Wereldranglijsten |
| ---- | --------------- | ------------- | -------------------- | -------------- | ----------- |  | ------------ |  | ----------------- |
| 2017 |                 |               | 25e                  | 90e            | opgave      |  |              |  | 285e (UWT)        |
| 2018 |                 | 101e          | 99e                  | opgave         |             |  |              |  |                   |
| 2019 |                 |               |                      |                |             |  |              |  |                   |
| 2020 | 67e             | opgave        | opgave               |                |             |  |              |  |                   |
| 2021 |                 |               |                      |                |             |  |              |  |                   |
| 2022 | 123e            | opgave        | opgave               |                |             |  |              |  |                   |
| 2023 |                 |               | 83e                  |                |             |  | opgave       |  |                   |
| 2024 | opgave          |               |                      |                |             |  |              |  |                   |
| 2025 |                 | opgave        | opgave               |                |             |  |              |  |                   |

#### Resultaten in kleinere rondes
| Jaar | Ronde van de Verenigde Arabische Emiraten | Critérium du Dauphiné | Benelux Tour |
| 2023 | 99e                                       |                       | 105e         |
| 2024 | 92e                                       | opgave                | opgave       |

## Ploegen
- 2016 –  Orica-BikeExchange[1]
- 2017 –  Orica-Scott
- 2018 –  Mitchelton-Scott
- 2019 –  Mitchelton-Scott
- 2020 –  Mitchelton-Scott
- 2021 –  Team BikeExchange
- 2022 –  Team BikeExchange Jayco
- 2023 –  Team DSM-Firmenich
- 2024 –  Team dsm-firmenich PostNL
- 2025 –  Team dsm-firmenich PostNL

Albasini · Bewley · Chaves · Cheung · Cort · Docker · Durbridge · Edmondson · Ewan · Gerrans · Haig · Hayman · Hepburn · Howson · Impey · Juul-Jensen · Keukeleire · Matthews · Meier · Mezgec · Plaza · Power · Tuft · Txurruka · Verona · A.Yates · S.Yates · Schultz (stagiair)
Albasini · Bewley · Chaves · Cheung · Cort · Docker · Durbridge · Edmondson · Ewan · Gerrans · Haig · Hayman · Hepburn · Howson · Impey · Juul-Jensen · Keukeleire · Kluge · Kreuziger · Mezgec · Plaza · Power · Tuft · Verona · A. Yates · S. Yates
Albasini · Bauer · Bewley · Chaves · Durbridge · Edmondson · Ewan · Haig · Hamilton · Hayman · Hepburn · Howson · Impey · Juul-Jensen · Kluge · Kreuziger · Meyer · Mezgec · Nieve · Power · Trentin  · Tuft · Verona · A. Yates · S. Yates
Affini · Albasini · Bauer · Bewley · Bookwalter · Chaves · Durbridge · Edmondson · Grmay · Haig · Hamilton · Hayman · Hepburn · Howson · Impey · Juul-Jensen · Meyer · Mezgec · Nieve · Schultz · Scotson · Smith · Stannard · Trentin  · A. Yates · S. Yates
Affini · Albasini · Bauer · Bewley · Bookwalter · Chaves · Durbridge · Edmondson · Grmay · Groves · Haig · Hamilton · Hepburn · Howson · Impey · Juul-Jensen · Konysjev · Meyer · Mezgec · Nieve · Peák · Schultz · Scotson · Smith · Stannard · A. Yates · S. Yates · Zejts
Bauer · Bewley · Bookwalter · Chaves · Colleoni · Durbridge · Edmondson · Grmay · Groves · Hamilton · Hepburn · Howson · Jansen · Juul-Jensen · Kangert · Konysjev · Matthews · Meyer · Mezgec · Nieve · Peák · Schultz · Scotson · Smith · Stannard · Yates · Zejts · Choon (stagiair) · O'Brien (stagiair)
Balmer · Bauer · Bewley · Colleoni · Craddock · Durbridge · Edmondson · Grmay · Groenewegen · Groves · Hamilton · Hepburn · Howson · Jansen · Juul-Jensen · Kangert · Konysjev  · Maas · Matthews · Meyer · Mezgec · O'Brien · Peña · Reinders (vanaf 23/8) · Schultz · Scotson · Smith · Sobrero · Stewart · Yates · Bogusławski (stagiair) · De Pretto (stagiair) · Foldager (stagiair)
Andresen · Bardet · Barguil · Van den Berg · Bevin · Bittner · Van den Broek · Combaud · Degenkolb · Dinham · Eddy · Edmondson · Eekhoff · Hamilton · Jakobsen · Leemreize · Leijnse · Liepiņš · Märkl · Naberman · Onley · Poole · Roosen · Tusveld · van Uden · Vermaerke · Welten · Koerdt (stagiair)